# Henri Eugène Lucien Gaëtan Coemans
Henri Eugène Lucien Gaëtan Coemans (ur. 30 października 1825 w Brukseli zm. 8 stycznia 1871 w Gandawie) – belgijski ksiądz katolicki i botanik.

## Życiorys i praca naukowa
W 1848 otrzymał święcenia kapłańskie, od 1853 był wikariuszem w Gandawie. W 1864 został członkiem Académie Royale des Sciences et Belles-Lettres de Bruxelles, a w 1866 objął stanowisko profesora na Katolickim Uniwersytecie w Leuven. W latach 1868–1871 był dyrektorem klasztoru franciszkanów w Gandawie. W wolnym czasie zajmował się botaniką; m.in. opisał rodzaj fitonia Fittonia z rodziny akantowatych, zajmował się także grzybami, m.in. rodzajem Morteriella.
W naukowych nazwach utworzonych przez niego taksonów dodawany jest jako autor za pomocą skrótu nazwiska Coem. Na jego cześć nadano nazwę rodzajowi roślin Coemansia (współcześnie synonim Aralia) oraz rodzajowi grzybów Coemansia (Kickxellomycetes).

## Niektóre publikacje
- Monographie du genre Pilobolus, Tode, spècialement ètudiè au point de vue anatomique et physiologique, 1861 – Monograph of the genus Pilobolus.
- Spicilège mycologique, 1862 – Mycological scrapbook.
- Notices biographiques sur quelques lichenographes celebres, 1864 – Biographical notices of some celebrated lichenologists.
- Monographie des Spenophyllum d’Europe (with Jean Jacques Kickx), 1864 – Monograph on Sphenophyllum of Europe.[4]
- Description de la flore fossile du premier ètage du terrain crètacè du Hainaut, 1867 – Description of fossil flora from the first stage of the Cretaceous terrain in Hainaut[6].